# Harald Euler
Pour les articles homonymes, voir Euler (homonymie).
 (août 2022).
La mise en forme du texte ne suit pas les recommandations de Wikipédia : il faut le « wikifier ».
Les points d'amélioration suivants sont les cas les plus fréquents. Le détail des points à revoir est peut-être précisé sur la page de discussion.
- Les titres sont pré-formatés par le logiciel. Ils ne sont ni en capitales, ni en gras.
- Le texte ne doit pas être écrit en capitales (les noms de famille non plus), ni en gras, ni en italique, ni en « petit »…
- Le gras n'est utilisé que pour surligner le titre de l'article dans l'introduction, une seule fois.
- L'italique est rarement utilisé : mots en langue étrangère, titres d'œuvres, noms de bateaux, etc.
- Les citations ne sont pas en italique mais en corps de texte normal. Elles sont entourées par des guillemets français : « et ».
- Les listes à puces sont à éviter, des paragraphes rédigés étant largement préférés. Les tableaux sont à réserver à la présentation de données structurées (résultats, etc.).
- Les appels de note de bas de page (petits chiffres en exposant, introduits par l'outil «  Source ») sont à placer entre la fin de phrase et le point final[comme ça].
- Les liens internes (vers d'autres articles de Wikipédia) sont à choisir avec parcimonie. Créez des liens vers des articles approfondissant le sujet. Les termes génériques sans rapport avec le sujet sont à éviter, ainsi que les répétitions de liens vers un même terme.
- Les liens externes sont à placer uniquement dans une section « Liens externes », à la fin de l'article. Ces liens sont à choisir avec parcimonie suivant les règles définies. Si un lien sert de source à l'article, son insertion dans le texte est à faire par les notes de bas de page.
- La présentation des références doit suivre les conventions bibliographiques. Il est recommandé d'utiliser les modèles {{Ouvrage}}, {{Chapitre}}, {{Article}}, {{Lien web}} et/ou {{Bibliographie}}. Le mode d'édition visuel peut mettre en forme automatiquement les références.
- Insérer une infobox (cadre d'informations à droite) n'est pas obligatoire pour parachever la mise en page.

Pour une aide détaillée, merci de consulter Aide:Wikification.
Si vous pensez que ces points ont été résolus, vous pouvez retirer ce bandeau et améliorer la mise en forme d'un autre article.
Harald A. Euler, né le 13 novembre 1943 à Mechernich et mort le 15 janvier 2025, est un psychologue évolutionniste allemand. Il vit à Lohfelden, en Hesse du Nord près de la ville de Kassel.

## Vie et recherche
Euler a étudié la psychologie à l'université de Bonn et, en tant qu'étudiant Fulbright, à l'université d'État de Washington, aux États-Unis. Il a obtenu son Ph. D. en 1972. Euler a été professeur de psychologie de l'apprentissage à l'Université de Kassel de 1974 à 2009. Il a également été chercheur invité au département de phoniatrie et d'audiologie pédiatrique de la faculté de médecine de l'université de Francfort-sur-le-Main et est actuellement chercheur invité et Professorial Research Fellow en psychologie du développement évolutive à l'université de Vienne, au département de psychologie du développement. En outre, il est actuellement chercheur invité au département de phoniatrie et d'audiologie pédiatrique de la clinique d'oto-rhino-laryngologie de l'hôpital St. Elisabeth de l'université de la Ruhr à Bochum.
Les domaines de travail d'Euler sont : Psychologie évolutionniste, en particulier les relations familiales et les différences entre les sexes, la psychologie des émotions, la recherche sur le bégaiement, la recherche sur l'agressivité et l'évaluation du niveau de langage des enfants de maternelle.

## Apparitions publiques et enseignement
Euler est apparu dans les médias en tant que commentateur ou expert sur des sujets de psychologie évolutionniste, par exemple en 2005 et 2006 chez Günther Jauch dans la série de RTL Typisch Frau - Typisch Mann et en 2013 chez Wieland Backes à la SWR dans le talk-show Nachtcafé.
Lorsqu'il était à l'université de Kassel, il était le seul psychologue évolutionniste autorisé à passer des examens. Le 4 février 2009, il a donné sa conférence d'adieu intitulée "Religion als natürliches Phänomen". Euler était connu à l'université de Kassel pour se faire tutoyer par tous les étudiants, y compris dans les cours magistraux. En contrepartie, il tutoyait également chaque étudiant.
Son dernier doctorant avant sa retraite fut le psychologue et linguiste, spécialiste de la communication et des médias Benjamin P. Lange.

## Publications (sélection)
- avec Weitzel, B. (1996). Discriminative grandparental solicitude as reproductive strategy. Nature humaine, 7, 39-59.
- (2000). Approches théoriques de l'évolution. Dans J. Otto, H. A. Euler et H. Mandl, (éd.), Handbuch Emotionspsychologie (p. 45-63). Weinheim : Beltz, PsychologieVerlagsUnion.
- (2004). La capacité de contribution de la psychologie évolutionniste à l'explication de la violence. Dans W. Heitmeyer & H.-G. Soeffner (éd.), Gewalt. Développements, structures, problèmes d'analyse (p. 411-435). Francfort-sur-le-Main : Suhrkamp.
- (2004). Sélection sexuelle et religion. Dans U. Lüke, J. Schnakenberg & Souvignier (Eds.), Darwin et Dieu. La relation entre religion et évolution (p. 66-88). Darmstadt : Wissenschaftliche Buchgesellschaft.
- avec d'autres (2004). Patterns and universals of adult romantic attachment across 62 cultural regions : Are models of self and of other pancultural constructs ? Journal of Cross-Cultural Psychology, 35(4), 367-402.
- avec d'autres (2007). The geographic distribution of Big Five personality traits : Patterns and profiles of human self-description across 56 nations. Journal of Cross-Cultural Psychology, 38(2), 173-212.
- avec Hoier, S. (2008). La psychologie évolutionniste de l'attachement et de l'environnement. Dans F. J. Neyer & F. M. Spinath (éd.), Annexe et environnement. Nouvelles perspectives de la génétique comportementale et de la psychologie évolutionniste (p. 1-25). Stuttgart : Lucius & Lucius.
- avec d'autres (2009). Thérapie assistée par ordinateur pour les troubles de l'élocution : L'efficacité à long terme de la thérapie du bégaiement de Kassel (KST). Langue-Voix-Audition, 33, 193-201.
- (2010). La psychologie des familles. In C. Störmer, U. Frey & K. Willführ (Eds.), Homo novus - a human without illusions. Festschrift for the 60th birthday of Eckart Voland (pp. 161-179). Berlin, Allemagne : Springer.
- (2011). Les grands-parents et l'enfant étendu. In C. A. Salmon & T. K. Shackelford (Eds.), The Oxford handbook of evolutionary family psychology (pp. 181-207). New York, NY : Oxford University Press.
- avec Lange, B. P. (2018). Tout change mais reste identique - les différences entre les sexes entre culture et nature. Dans C. Schwender, S. Schwarz, B. P. Lange & A. Huckauf (éd.), Genre et comportement dans une perspective évolutionniste (p. 25-41). Lengerich : Pabst Publishers.